# بیردستوون (تنسی)
بیردستوون(به انگلیسی: Byrdstown) شهری در ایالت تنسی کشور ایالات متحده آمریکا است که جمعیت آن در سرشماری سال ۲۰۱۰ میلادی، ۸۰۳ نفر بوده‌است.